# 陵西村
陵西村（おかにしむら）は奈良県北西部、北葛城郡に属していた村。現在の大和高田市西部に相当する。

## 歴史
- 1889年（明治22年）4月1日 - 町村制の施行により、池田村、大谷村、野口村、市場村、岡崎村が合併し、陵西村となる。
- 1897年（明治30年）4月1日 - 所属郡を北葛城郡に変更。
- 1956年（昭和31年）9月30日 - 大和高田市へ編入。同日陵西村廃止。

## 行政
村長、助役、収入役は以下の通りである。

### 村長
- 坂口亀蔵 1889年6月 - 1891年8月
- 岡本市平 1891年8月 - 1904年3月
- 奥本歓太郎 1904年4月 - 1905年3月
- 柏井治 1905年4月 - 1929年4月
- 岡本一夫 1929年4月 - 1938年7月
- 鳥越清次郎 1938年7月 - 1942年7月
- 吉井勝司 1942年7月 - 1943年5月
- 柏井忠由 1944年2月 - 1946年11月
- 坂口正三 1946年11月 - 1947年4月

### 助役
- 中原徳三郎 1889年6月 - 1900年6月
- 柏井治 1900年7月 - 1902年3月
- 吉井藤作 1902年4月 - 1904年5月
- 松村富太郎 1904年8月 - 1905年11月
- 中原徳三郎 1905年12月 - 1921年12月
- 岡村周蔵 1922年1月 - 1924年7月
- 河村周蔵 1924年8月 - 1936年8月
- 吉村徳松 1936年8月 - 1939年1月
- 中島利作 1939年3月 - 1946年12月
- 坂口国太郎 1946年12月 - 1950年12月
- 和田幾三 1950年12月 - 1956年9月

### 収入役
- 岡本市平 1889年6月 - 1890年1月
- 柏井治 1890年1月 - 1894年1月
- 村井常蔵 1894年1月 - 1896年12月
- 奥本歓太郎 1896年12月 - 1899年7月
- 吉井藤作 1899年7月 - 1901年7月
- 松村富太郎 1901年7月 - 1904年8月
- 岡本三次郎 1904年8月 - 同年11月
- 井上伊作 1904年11月 - 1907年2月
- 河村周蔵 1907年2月 - 1911年2月
- 藤村源清 1911年2月 - 1919年2月
- 岡村周蔵 1919年2月 - 1921年12月
- 倉田松太郎 1922年1月 - 1923年12月
- 岡本滝蔵 1923年12月 - 1926年4月
- 吉村徳松 1926年5月 - 1936年8月
- 増井竜太郎 1936年8月 - 1940年8月
- 倉田勘司 1940年8月 - 1947年7月
- 藤本正次 1947年7月 - 1953年8月
- 鈴木孝四郎 1953年8月 - 1956年9月

## 経済

### 産業
製造所
- 守道皮革製造所

## 出身人物
- 守道半四郎（皮革商[2]、資産家[3]、名望家[4]）